# Ilaria Alunno
Ilaria Alunno (5 gennaio 1996) è un'ex calciatrice italiana, di ruolo difensore.

## Carriera
Nella stagione 2012-2013 disputa il campionato di Serie A2 con la maglia della L.F. Jesina; l'anno seguente disputa invece il campionato di Serie B, diventato il secondo livello del calcio femminile italiano a causa della soppressione della Serie A2. Milita in seconda divisione con la formazione biancorossa anche nel corso della stagione 2014-2015 e della stagione 2015-2016, che la sua squadra conclude vincendo il campionato ed ottenendo la prima promozione in Serie A della propria storia.
Nella stagione 2016-2017 esordisce nel campionato di Serie A con la Jesina.
Dopo una stagione al San Zaccaria, nell'estate 2018 è passata al Verona, rimanendo in Serie A. Con la società scaligera non ha disputato alcuna partita in campionato, svincolandosi a dicembre sul finire del girone di andata.

## Palmarès

### Club

#### Competizioni nazionali
- Campionato italiano di Serie B: 1

EDP Jesina: 2015-2016